# Apigee
Apigee Corp. est une entreprise de développement informatique dans les domaines de l'API management et de l'analyse prédictive appartenant à Google.

## Historique
Apigee est fondée en 2004 sous le nom de Sonoa Systems. L'entreprise est renommée Apigee en 2010. Elle est rachetée par Google en 2016.

## En 2021
La suite Apigee est intégrée dans l'offre Google Cloud.